# 깁슨 ES-335

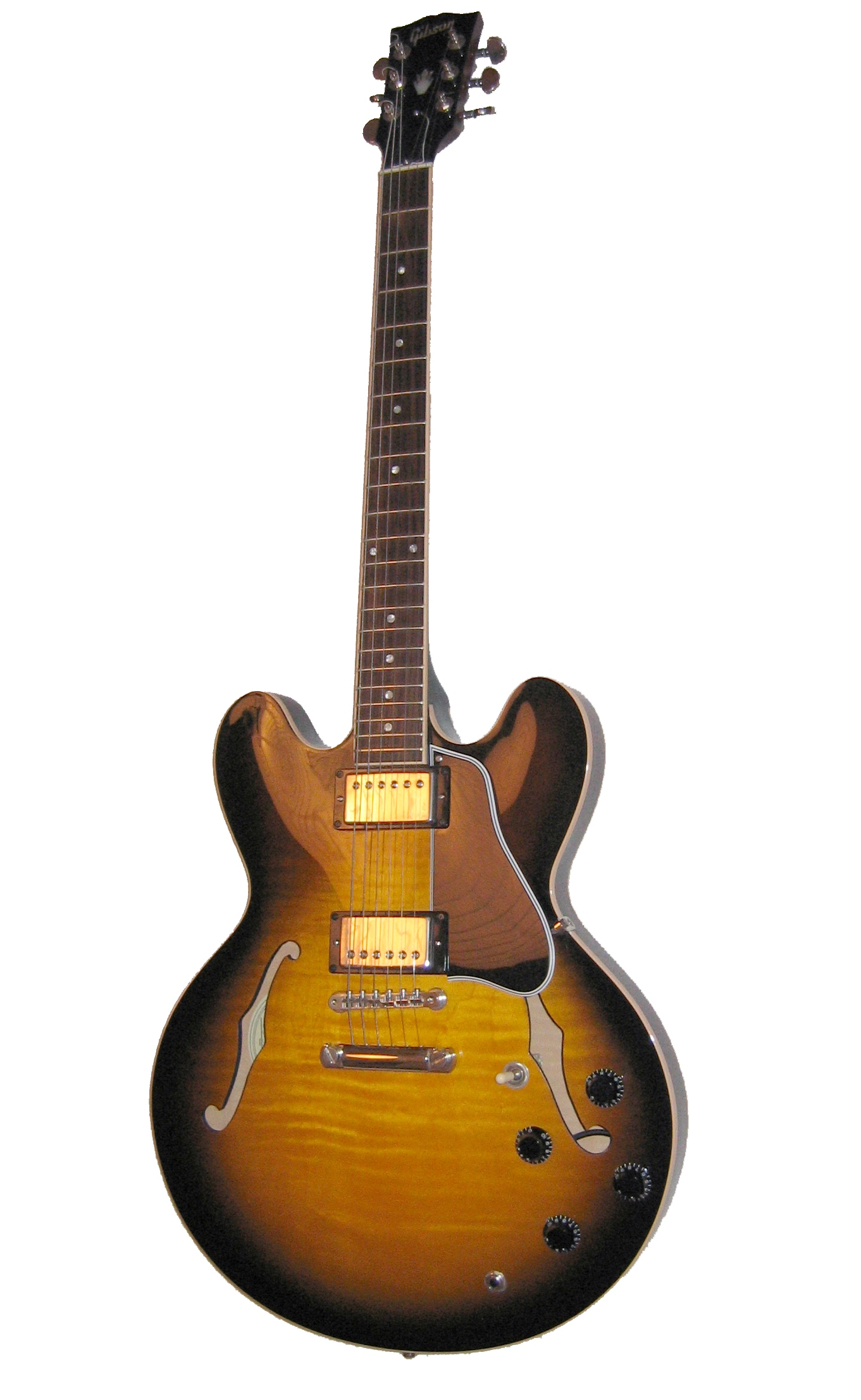

깁슨 ES-335(Gibson ES-335)는 씬라인 아치-탑 세미-어쿠스틱 일렉트릭 기타다. 깁슨사의 ES (Electric Spanish) 시리즈로 속이비어있지만 가운데 솔리드 나무토막이 있다. 2개의 바이올린스타일의 f홀이 있다. 2개의 험버커를 사용한다. 숫자가 높을수록 상위모델이며 지판, 인레이 그리고 바리톤 장착여부의 차이로 보면된다.

## 변형

### ES-355
The ES-355TD (Thin line, Double pickups). 1958년부터 1982년까지 생산되었다. Varitone Stereo option (SV) ES-355TD-SV는 1959년부터 생산했다.
비브롤라(Vibrola) 또는 빅스비 비브라토 테일피스(Bigsby vibrato tailpiece)가 장착되어 발매되었다.
비비킹이 쓰는 기타로 유명하다.
버나드 버틀러 (스웨이드), 조니 마 (스미스), 노엘 갤러거 (오아시스)도 쓴다. 버나드 버틀러의 영상을 보면 빅스비를 많이 사용한다.

## 같이 보기
- 깁슨 ES 시리즈